# Tubolaimus littoralis
Tubolaimus littoralis är en rundmaskart som beskrevs av Allgen 1929. Tubolaimus littoralis ingår i släktet Tubolaimus och familjen Monhysteridae. Arten är reproducerande i Sverige. Inga underarter finns listade i Catalogue of Life.